# 笑っちゃおうよ BOYFRIEND
「笑っちゃおうよ BOYFRIEND」（わらっちゃおうよ ボーイフレンド）は、Berryz工房の11枚目のシングル。2006年8月2日にアップフロントワークス（PICCOLO TOWNレーベル）から発売された。

## 概要
- 初回仕様にはオリジナルフォトカード封入。"あたり"が出れば『Berryz工房フェスティバル ～2006夏～』に参加することができる。
- センターは菅谷梨沙子、嗣永桃子。メインボーカルは熊井友理奈、嗣永桃子、菅谷梨沙子、夏焼雅である。
- Berryz工房のシングル曲では唯一アウトロがフェードアウトである。

## 収録曲
全作詞・作曲：つんく
1. 笑っちゃおうよ BOYFRIEND [3:44]
編曲：鈴木俊介
2. 素肌ピチピチ [2:58]
編曲：高橋諭一
3. 笑っちゃおうよ BOYFRIEND (Instrumental) [3:44]

## 参加ミュージシャン
笑っちゃおうよ BOYFRIEND
- プログラミング&ギター：鈴木俊介
- サックス：竹上良成
- トランペット：鈴木正則
- コーラス：つんく・竹内浩明・久保田薫・CHINO・ROBERT BELGRADE

素肌ピチピチ
- プログラミング&ギター：高橋諭一